# HMS Spiggen (1958)
HMS Spiggen var en miniubåt i den svenska flottan från 1958 till 1970. Ubåten, som köptes från Royal Navy 1958, var av XE Submarine-klass och hette tidigare XE51 Stickleback. Spiggen var en utvecklad typ av de miniubåtar som under andra världskriget  i Norge sattes in mot och svårt skadade det tyska slagskeppet Tirpitz. Uppgiften i Sverige var främst att transportera attackdykare. Då Royal Navy inte bevarat något exemplar av ubåtstypen återlämnades Spiggen. År 1970 ställdes hon ut vid Imperial War Museums museiflygfält utanför Cambridge. Där går den under originalbeteckningen X51 Stickleback.